# 日拉爾杜夫車站
日拉爾杜夫車站（波蘭語：Stacja Żyrardów）是波蘭馬佐夫舍省日拉爾杜夫的一座鐵路車站。

## 歷史
車站啟用於1845年，現有的車站大樓由建築師羅穆爾德·米勒設計，於1922年建成。
2005年至2007年，車站進行了翻修。翻修費用約300萬茲羅提。